# ميكولاس جوزيف
ميكولاس جوزيف (بالإنجليزية: Mikolas Josef)‏ (مواليد 4 أكتوبر 1995) هو مغني، كاتب أغاني، منتج،مخرج ومصمم رقصات تشيكي.

## وصلات خارجية
- ميكولاس جوزيف على موقع IMDb (الإنجليزية)
- ميكولاس جوزيف على موقع ميوزك برينز (الإنجليزية)
- ميكولاس جوزيف على موقع أول ميوزيك (الإنجليزية)
- ميكولاس جوزيف على موقع ديسكوغز (الإنجليزية)